# 600 Batalion Wschodni
600 Batalion Wschodni (niem. Ost-Bataillon 600, ros. 600-й восточный батальон) – oddział wojskowy Wehrmachtu złożony z Kozaków podczas II wojny światowej.
Oddział został sformowany w czerwcu 1943 r. na okupowanej Białorusi. Składał się z b. jeńców wojennych z Armii Czerwonej pochodzenia kozackiego. Składał się z czterech kompanii. Był podporządkowany dowództwu Grupy Armii "Środek". W poł. listopada 1943 r. został przeniesiony do okupowanej północnej Francji, gdzie wszedł w skład 7 Armii. Od stycznia 1944 r. batalion stacjonował krótko w holenderskiej prowincji Zelandia, po czym przeszedł do Antwerpii. Na pocz. września tego roku brał udział w składzie Divisionsstab z.b.V. 136 w obronie miasta, ponosząc bardzo duże straty. Resztki oddziału zdołały wycofać się do Niemiec, gdzie w grudniu zostały przeformowane w Russische Bataillon 600. W styczniu 1945 r. batalion przybył na poligon wojskowy Heuberg, gdzie w marcu tego roku wszedł w skład nowo formowanej 2 Dywizji Piechoty Sił Zbrojnych Komitetu Wyzwolenia Narodów Rosji.